# Edward Schroeder Prior

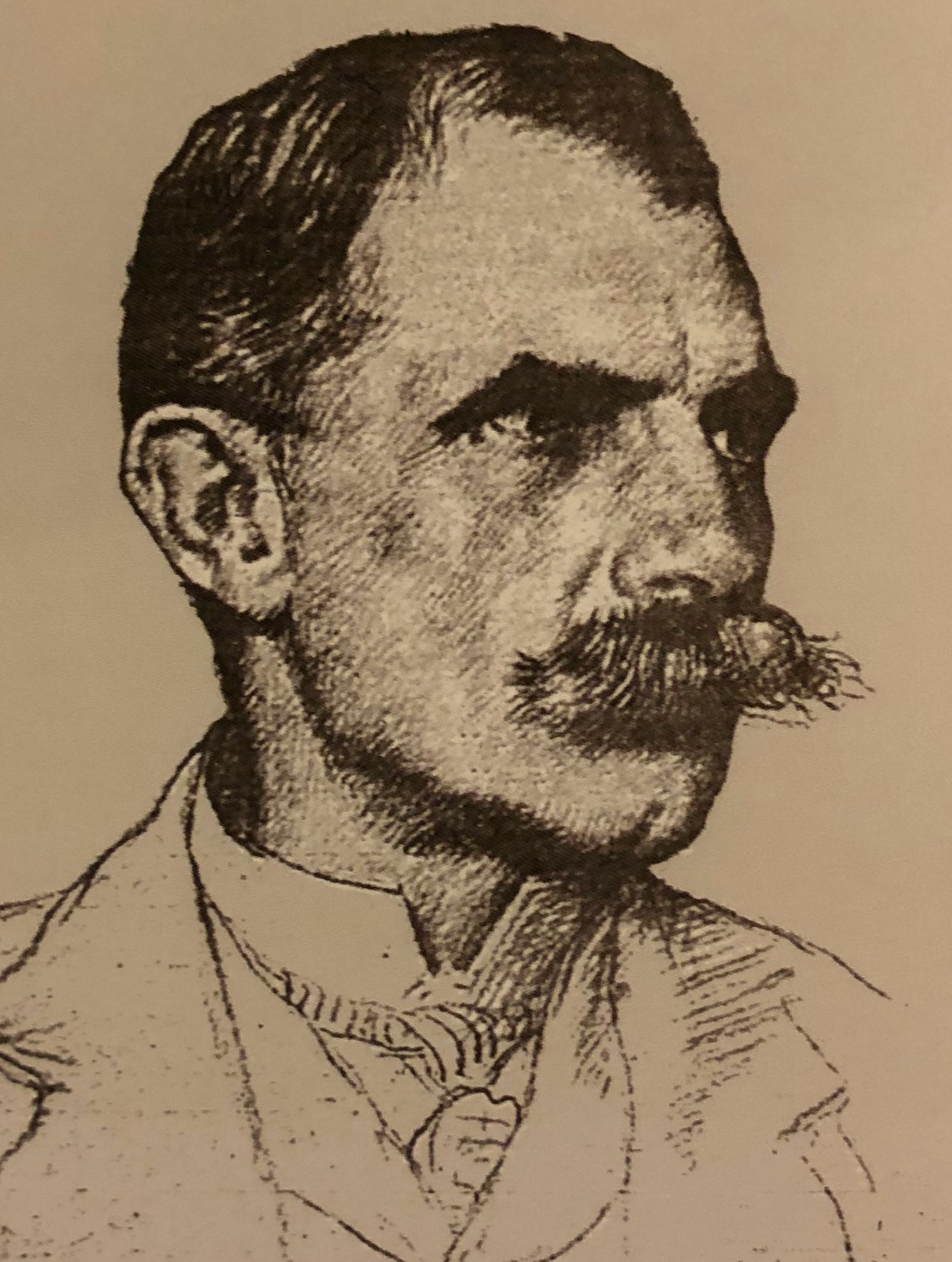
Edward Schroeder Prior, 1907 von William Strang

Edward Schroeder Prior (* 4. Januar 1852 in Greenwich, England; † 19. August 1932 in Chichester, England) war ein britischer Architekt, Architekturhistoriker und Theoretiker der Arts-and-Crafts-Bewegung.

## Leben
Edward Schroeder Prior wurde 1852 in Greenwich geboren. Er studierte am Gonville and Caius College der Universität Cambridge. Nach seinem Abschluss absolvierte er eine Ausbildung in dem Architekturbüro von Richard Norman Shaw. Im Jahr 1880 eröffnete er sein eigenes Architekturbüro. Prior war Gründungsmitglied der Art Workers’ Guild im Jahr 1884 und fungierte 1905 als deren Master. Von 1902 bis 1917 war er Sekretär der Arts & Crafts Exhibition Society und nahm an mehreren Ausstellungen teil. Im Jahr 1912 wurde er zum Slade Professor of Fine Art an der Universität Cambridge ernannt und spielte eine zentrale Rolle bei der Gründung der School of Architectural Studies. Er behielt diese Position bis zu seinem Tod am 19. August 1932 in Chichester inne.

## Werk

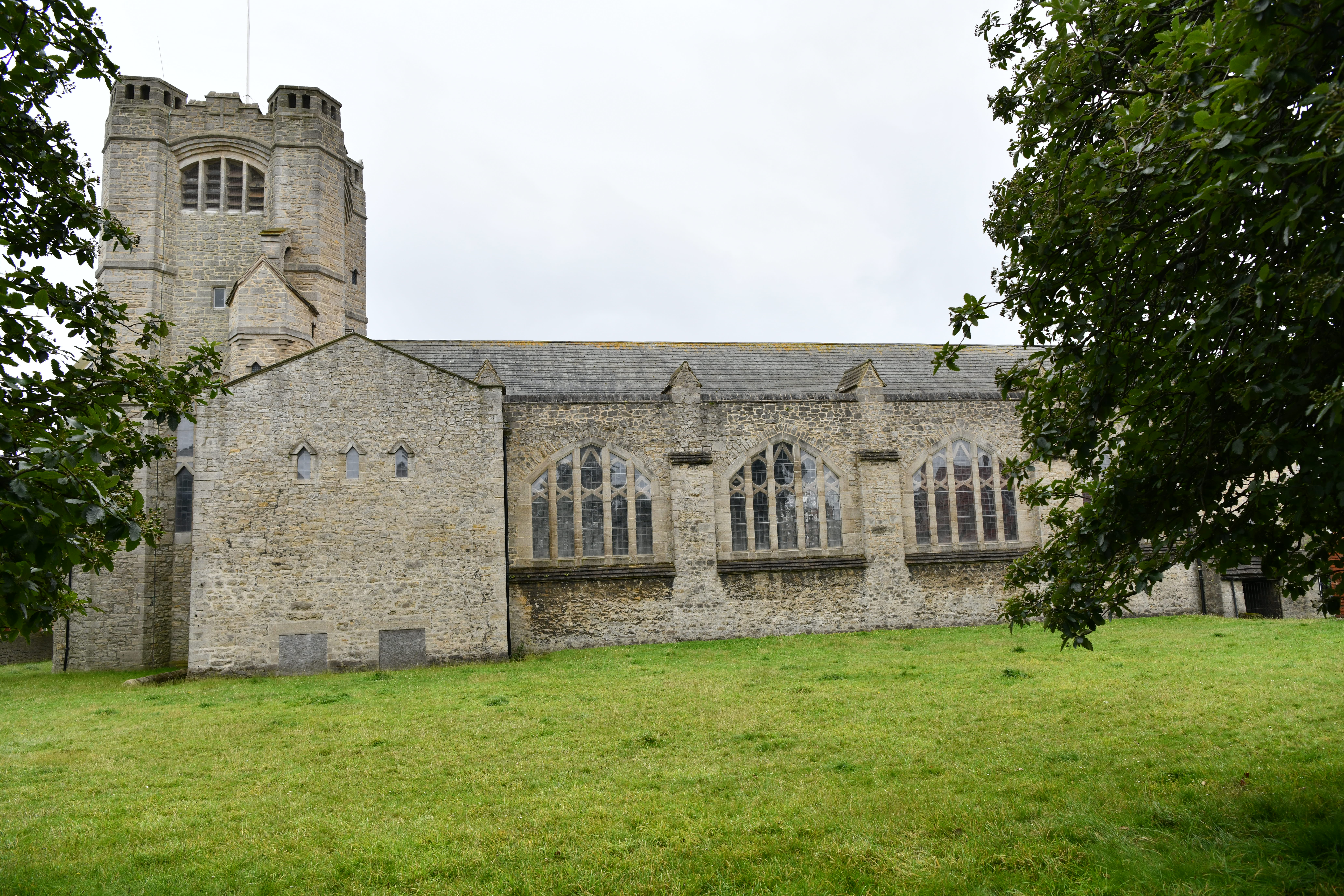
Roker, St. Andrew's Church

Edward Schroeder Prior war ein bedeutender Vertreter der Arts-and-Crafts-Bewegung und setzte sich für die Integration von Kunst, Handwerk und Architektur ein. In seinen frühen Arbeiten sind der Einfluss von Norman Shaw und Philip Webb erkennbar, doch bald entwickelte er einen eigenen Stil, der durch experimentellen Materialeinsatz und innovative Raumgestaltung geprägt war.
Zu seinen bemerkenswerten Bauwerken zählen:
- The Barn, Exmouth (1895–1897): Ein Beispiel für den sogenannten Butterfly Plan, der durch seine X-förmige Grundrissgestaltung auffällt.
- Pier Terrace, West Bay, Dorset (1884–1885): Ein frühes Werk, das bereits Prior’s Interesse an regionaler Architektur und Materialität zeigt.
- St Andrew’s Church, Roker, Sunderland (1905–1907): Oft als „Kathedrale der Arts-and-Crafts-Bewegung“ bezeichnet, gilt sie als Prior’s Meisterwerk.

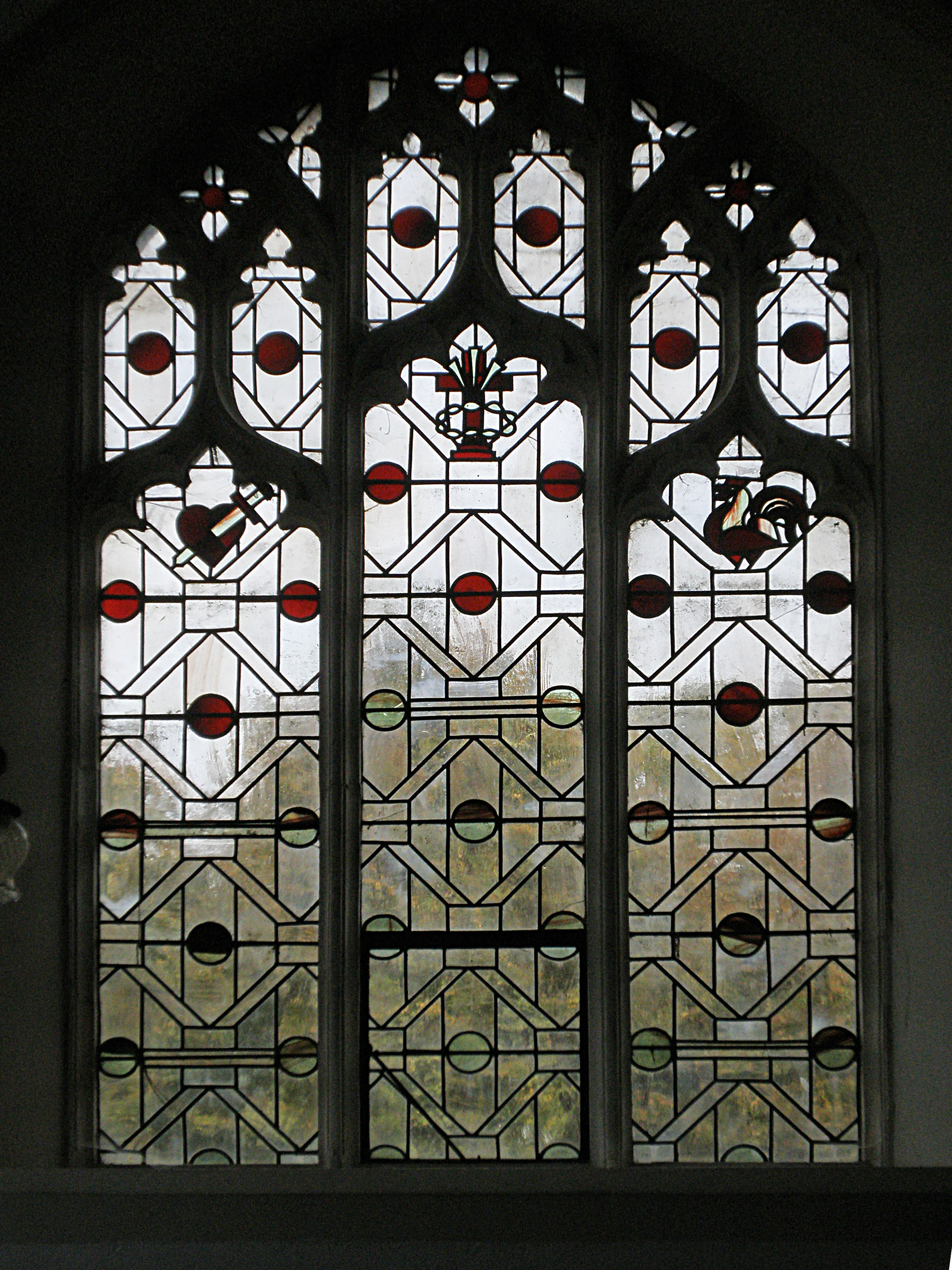
St. Mary und St. Peter, Kelsale – Standardfenster im „Kelsale“-Design von E. S. Prior, hergestellt von Powells. Die Kirche von Kelsale wird im Domesday Book erwähnt. Das heutige Interieur spiegelt zwei umfangreiche viktorianische Restaurierungen wider und macht die Kirche so zu einem Zeitzeugnis der Arts-and-Crafts-Bewegung.

Edward Prior war auch als Autor tätig und veröffentlichte mehrere bedeutende Werke zur Architekturgeschichte, darunter:
- A History of Gothic Art in England (1900)
- Cathedral Builders in England (1905)
- An Account of English Medieval Figure-Sculpture (1912)

Seine Schriften trugen wesentlich zum Verständnis der englischen Gotik und der Rolle des Handwerks in der Architektur bei.